# Paul Bratschko
Paul Bratschko (* 14. Oktober 2005 in Voitsberg) ist ein österreichischer Fußballspieler.

## Karriere
Bratschko begann seine Karriere beim FC Lankowitz. Zur Saison 2016/17 wechselte er in die Jugend des SK Sturm Graz, bei dem er ab der Saison 2019/20 auch sämtliche Altersstufen in der Akademie durchlief. Zur Saison 2023/24 rückte er in den Kader der zweiten Mannschaft der Grazer, für die er aber nicht zum Einsatz kam.
Zur Saison 2024/25 wechselte er zu Regionalligist SC Weiz. Für die Weizer absolvierte er in jener Spielzeit 26 Partien in der Regionalliga Mitte, in denen er dreimal traf. Zur Saison 2025/26 wechselte Bratschko zu Bundesligist TSV Hartberg, bei dem er einen bis 2027 laufenden Vertrag erhielt. Sein Debüt in der Bundesliga gab er im August 2025, als er am ersten Spieltag jener Saison gegen die WSG Tirol in der 84. Minute für Damjan Kovacevic eingewechselt wurde.